# 1.º de Maio Esporte Clube
O 1º de Maio Esporte Clube é um clube de futebol brasileiro, sediado no município de Petrolina, no estado de Pernambuco. Foi o primeiro clube petrolinense a se profissionalizar e filiar-se à Federação Pernambucana de Futebol.
Fundado em 23 de março de 1985, o 1º de Maio é uma das equipes mais importantes do Petrolina, tem como cores o azul e o branco e o tem como mascote a Anodorhynchus, conhecida como  Arara-azul ou Arara-azul-grande. Participou da segunda divisão profissional, a A2  em 1996, ano em que a equipe viria a conquistar o vice-campeonato e o acesso para a primeira divisão do estadual. Em 1997 o 1º de Maio conseguiu alcançar o seu objetivo na Série A1 do Pernambucano, que era não ser rebaixado. No ano seguinte a equipe não teve o mesmo desempenho, voltando à divisão inferior do futebol estadual. Entre 1998 e 2001, o time sempre esteve próximo do regresso à elite, o que só ocorreu em 2002. Sem apoio financeiro, a equipe seria rebaixada logo em 2003. 
Devido a varias complicações de estrutura e financeira, o clube participou pela última vez da segunda divisão em 2010, amargando a 10.ª colocação na primeira fase da competição, com isso, passou a optar pelo licenciamento. Em 2017, com investimento e após sete anos afastado de competições oficiais, a cidade de Petrolina quase voltou a ter dois representantes na edição da Série A2 2017 ao lado do Petrolina Social Futebol Clube, mas devido a problemas na entrega dos laudos do Estádio Paulo de Souza Coelho, a Federação Pernambucana de Futebol, e a proibição da CBF de que equipes mandem seus jogos em outros estados, não foi possível as equipes voltarem a disputar a segunda divisão pernambucana.

## História
A História do 1º de Maio começa no ano de 1960, quando um grupo de operários do bairro Atrás da Banca, apaixonados por futebol, resolveu participar do campeonato amador de futebol de Petrolina, no sertão pernambucano. Mesmo tendo a rotina diária de trabalho, os colegas sempre encontravam um jeito para bater uma bolinha no final do expediente. Dessa paixão surgiu o 1º de Maio Futebol Clube, trazendo no nome da equipe uma homenagem ao Dia do Trabalhador. O time foi campeão logo na estreia, mas, com problemas financeiros, nunca saiu do amadorismo, fazendo com que a sua vida não fosse muito longa. Após 25 anos, no dia 23 de fevereiro de 1985, Ronaldo Luiz de Souza, um jovem desportista petrolinense, refundou o clube, agora como  1º de Maio Esporte Clube em homenagem ao grupo de operários, com o mesmo nome, vontade de vencer e o azul e branco nas cores.
Como amador, o novo clube foi campeão do Centenário de Petrolina em 1995, ano em que se profissionalizou. Em 1996 conseguiu o acesso à primeira divisão do estadual e seguiu alternando entre subidas e descidas de divisões até ser afastado do futebol em 2011 por não ter condições de manter o time na Segundona do Estadual, o que lhe rendeu a punição da Federação Pernambucana de Futebol, que o afastou por dois anos.

### Centenário de Petrolina
A equipe do bairro Atrás da Banca, zona leste  da cidade, se filiou à Liga Desportiva Petrolinense em 1985, deixando de ser um time de bairro para se tornar uma equipe amadora, se habilitando para participar de competições organizadas pela Liga. O Azulino de Trás da Banca, como ficou conhecido o novo 1º de Maio, tem passagens marcantes no futebol pernambucano, especialmente em Petrolina, onde conseguiu o título do Campeonato do Centenário da Cidade, em 1995.
A competição reunia diversos times amadores do município. Equipes como América, Caiano e Palmeiras eram vistas como os grandes favoritos do certame. Sem a fama e nem o orçamento dos concorrentes mais badalados, o 1º de Maio superou as expectativas e venceu o campeonato.

### Do amadorismo ao futebol profissional
O título do Torneio do Centenário, serviu como um divisor de águas na vida do Azulino. Em outubro de 1995, Ronaldo Souza decidiu dar um passo além na história do 1º de Maio. Em contato com o então presidente da Federação Pernambucana de Futebol (FPF), Carlos Alberto Gomes de Oliveira, Ronaldo disse que pretendia fazer da sua equipe o primeiro time de futebol profissional de Petrolina - o Petrolina se profissionalizou em 1998. Saindo do amador, o 1º de Maio teria que mostrar seu valor em competições profissionais. Na primeira disputa, a Série A2 do Campeonato Pernambucano, em 1996, a equipe fez bonito ao conquistar o vice-campeonato e o acesso para a primeira divisão do estadual.
Em 1997 o 1º de Maio conseguiu alcançar o seu objetivo na Série A1 do Pernambucano, que era não ser rebaixado. No ano seguinte a equipe não teve o mesmo desempenho, voltando à divisão inferior do futebol estadual. Entre 1998 e 2001, o time sempre esteve próximo do regresso à elite, o que só ocorreu em 2002. Sem apoio financeiro, a equipe seria rebaixada logo em 2003. A chance de um novo acesso veio em 2009, quando o time chegou às semifinais da segunda divisão.

### A grande crise
Em 2010 o time azul e branco viveu seus piores momentos. Indo mal na segundona, sem apoio e sem dinheiro para honrar a folha de pagamento, o presidente do clube enviou um ofício para a FPF informando que retiraria a equipe da competição. Resultado; com a saída do campeonato, o 1º de Maio acabou punido pela Federação, sendo afastado dos jogos oficiais por dois anos. Uma crise que fez mudar um bom retrospecto, de 1996 até 2010, o 1º de Maio tinha disputado todas as competições que lhe cabiam. A partir de 2011, o clube foi punidos com dois anos de impedimento de disputar competições organizados pela federação pernambucana, e com isso o clube não pode ter apoio financeiro.
Com volta ensaiada em 2014, o 1º de Maio queria fazer a mesma proeza, como na época de amador em 1995 e nos acessos de 1996 e 2002, mas devido devido ao estádio Paulo Coelho não cumprir com os laudos que garantia à adequação do estádio para partidas de futebol, o clube mais uma vez ficou de fora da competição.
Em 2018, o clube volta a ter interesse em disputar novamente a segunda divisão junto ao Petrolina. O 1º de Maio já conhece o seu grupo e quem ira encara para disputar uma vaga para a primeira divisão que começa em 12 de agosto.

## O clube

### Bens e acomodações

#### Estádio
O 1º de Maio realiza seus jogos no Estádio Paulo de Souza Coelho popularmente conhecido como Paulo Coelho e também conhecido antigamente como "Associação Rural". Está localizado na cidade de Petrolina, no interior de Pernambuco. O estádio pertence a Prefeitura Municipal de Petrolina e tem capacidade para 5.000 espectadores. O estádio já foi utilizado pela Juazeirense, equipe baiana, no campeonato estadual baiano.

## Símbolos

### Mascote

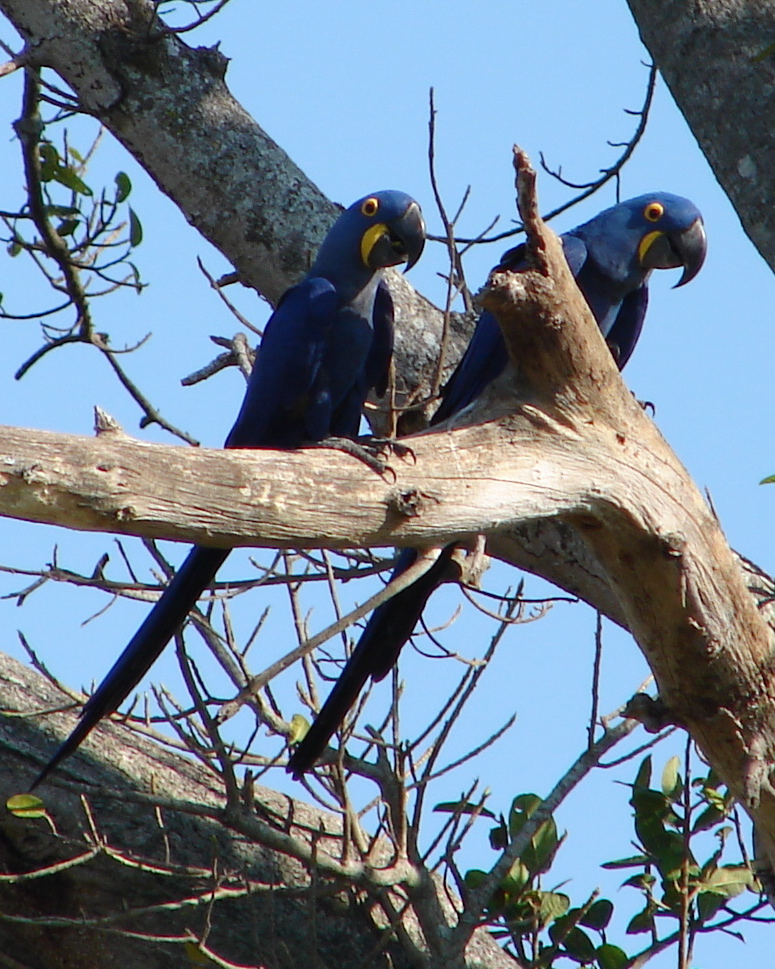
Arara-azul-grande, uma das mais belas aves da Floresta Amazônica é mascote do 1º de Maio.

O 1º de Maio é conhecido como "Azulino de Atrás da Banca" e pelo fato de usar as cores azul e branco, tem como mascote uma das mais belas aves do mundo, a Arara-azul-grande. Da família das Anodorhynchus, a Arara-azul é uma ave oriunda da Floresta Amazônica e principalmente no  Cerrado e Pantanal. Já foi considerada como uma ave em risco de extinção, mas em 2014 foi retirada da lista brasileira de animais em extinção. Apresenta plumagem azul com pele nua amarela em torno dos olhos e fita da mesma cor na base da mandíbula. Seu bico é desmesurado, parecendo ser maior que o próprio crânio. Sua alimentação, enquanto vivendo livremente, consiste de sementes de palmeiras (cocos), especialmente o licuri. Mede cerca de 98 centímetros de comprimento e pesa 2,0 quilos.

### Uniformes

#### Uniformes dos jogadores
O 1º de Maio através de sua pagina no Instagram, o uniforme que será usado nesta sua temporada em seu provável retorno a segunda divisão.
- Primeiro uniforme: Camisa branca com detalhes em azul e uma cruz com o escudo no centro em azul;
- Segundo uniforme: Camisa azul com detalhes em branco e uma cruz com o escudo no centro em branco.

#### Outros uniformes
- 2017

| 1.º Uniforme | 2.º Uniforme | 3.º Uniforme |

- 2014

| 1.º Uniforme |

- 2010

| 1.º Uniforme | 2º Uniforme |

- 1960 - ? (Como 1º de Maio Futebol Clube)

| 1.º Uniforme | 2.º Uniforme |

## Principais títulos
O 1º de Maio, tem passagens marcantes no futebol pernambucano, especialmente em Petrolina, onde conseguiu o título do Campeonato do Centenário da Cidade em 1995, o nome do Campeonato Citadino daquele ano, titúlo conquistado de forma invicta. Também conquistou outro título citadino em 2012.
| Municipais | Municipais        | Municipais | Municipais  |
|            | Competição        | Títulos    | Temporadas  |
| ---------- | ----------------- | ---------- | ----------- |
|            | Liga Petrolinense | 2          | 1995 e 2012 |

 Campeão invicto.

## Temporadas
Participações
|  | Participações em 2024 |

| Competição | Competição              | Temporadas | Melhor campanha            | Estreia | Última | P | R |
| Pernambuco | Campeonato Pernambucano | 3          | 9º colocado                | 1997    | 2003   |   | 2 |
| Pernambuco | Série A2                | 16         | Vice-campeão (1996 e 2002) | 1996    | 2023   | 2 | 1 |
| Pernambuco | Série A3                | 1          | 5º colocado (2024)         | 2024    | 2024   | – |   |
|            | Centenário da Cidade    | 1          | Campeão (1995)             | 1995    | 1995   |   |   |

## Campanhas
Campeonato Pernambucano - 1.ª Divisão
| Ano  | Posição                          |
| 1997 | 9.º                              |
| 1998 | 11.º (Vice-Lanterna e Rebaixado) |
| 2003 | 10.º (Lanterna e Rebaixado)      |

Campeonato Pernambucano - 2.ª Divisão
| Ano  | Posição                    |
| 2000 | 16.º (Vice-Lanterna)       |
| 2001 | 9.º                        |
| 2002 | (Vice-Campeão e Promovido) |
| 2004 | 8.º                        |
| 2005 | 16.º (Vice-lanterna)       |
| 2006 | 9.º                        |
| 2007 | 10.º                       |
| 2008 | 9.º                        |
| 2009 | 10.º                       |
| 2010 | 10.º                       |
| 2018 | 11.º                       |
| 2019 | 7.º                        |

## Ídolos
Ao longo de sua história, o 1º de Maio sempre contou com jogadores e técnicos que contribuíram para as conquistas da equipe no futebol de Pernambuco. Seu maior orgulho é ter revelado um dos seus melhores jogadores, o meia-atacante Hamilton Timbirá Dias dos Santos Júnior, conhecido por Juninho Petrolina, que após jogar pelo 1º de Maio, defendeu equipes como Sport, Santa Cruz, Atlético Mineiro, Vitória e times no futebol português.
- Ernui Dantas - zagueiro - 1995 a 2002
- Ambrósio Rodrigues - técnico
- Ronaldo Souza - volante e dirigente
- Juninho Petrolina - meia-atacante - 1994 a 1995
- Hélio Miranda - técnico - 2018 e 2021[6]
- Alexandre Lima - técnico - 2019 a 2021